# Perspective Kammennoostrovsky
La Perspective Kammennoostrovsky (Kammennoostrovsky Prospekt, en russe : Каменноостро́вский проспе́кт) est l'une des rues principales du District de Petrograd à Saint-Pétersbourg. Elle s'étend sur 3,4 km du pont de la Trinité et de la place de la Trinité à travers l'île Petrogradsky, la rivière Karpovka, l'île Aptekarsky, traverse la Petite Nevka par le pont Kamennoostrovsky et l'île Kamenny jusqu'à la Grande Nevka. Elle est desservie par deux stations du métro de Saint-Pétersbourg : Gorkovskaïa et Petrogradskaïa. Sur la place Léon Tolstoï, où se trouve la station de métro Petrogradskaïa, la perspective Kamennoostrovski croise une autre grande avenue, la perspective Bolchoï.

## Noms
La section de la perspective Kammennoostrovsky entre la place de la Trinité et la Malaya Nevka a été nommée rue des Aubes Rouges (улица Красных зорь) de 1918 à 1934 et perspective Kirovsky (Кировский проспект) en l'honneur de Sergueï Kirov de 1934 à 1991.

## Sites
- Place Léon Tolstoï et Maison Rosenstein dite Maison aux Tours
- Place d'Autriche
- Maison de l'émir de Boukhara
- Maison Voeikova